# بيلاش فاركاس (لاعب كرة قدم)
بيلاش فاركاس (بالمجرية: Farkas Balázs)‏ هو لاعب كرة قدم مجري في مركز الهجوم، ولد في 24 أبريل 1988 في نيرغهازا في المجر. شارك مع منتخب المجر تحت 19 سنة لكرة القدم ومنتخب المجر تحت 21 سنة لكرة القدم ومنتخب المجر لكرة القدم. أما مع النوادي، فقد لعب مع دينامو كييف وغيور تورنا أوزتالي ونادي دبرتسني ونادي مول فيهيرفار.

## وصلات خارجية
- بيلاش فاركاس (لاعب كرة قدم) على موقع اتحاد أوكرانيا (الإنجليزية)
- بيلاش فاركاس (لاعب كرة قدم) على موقع قاعدة بيانات كرة القدم.إي يو (الإنجليزية)
- بيلاش فاركاس (لاعب كرة قدم) على موقع ناشيونال فوتبول تيمز (الإنجليزية)
- بيلاش فاركاس (لاعب كرة قدم) على موقع Soccerway.com (الإنجليزية)
- بيلاش فاركاس (لاعب كرة قدم) على موقع عالم كرة القدم.نت (الإنجليزية)